# 高師氏
高 師氏（こう の もろうじ）は、鎌倉時代中期～後期の武将。足利氏の家臣。高師直の祖父。

## 生涯
父の後を継いで足利家時、貞氏の執事として仕える。
家時が自害する際、後事を託され書状を遣わされた。室町時代前期の武将今川貞世（了俊）が著した「難太平記」によると、書状は師氏の孫の高師秋が所持しており、足利直義に伝わったらしい。
貞氏の代、弘安9年（1286年）3月2日に鶴岡八幡宮両界供僧職安堵を教意に伝える旨の奉書を発給する。その他の執事奉書とは違って足利氏当主の袖判がないが、これは貞氏が年少でまだ自身の花押を有していなかったからであると考えられる。ここから、師氏は被官の中でも最有力者であったと考えられる。
亡くなる正安3年(1301年)まで執事を務め、後を子の師重が継いだ。

## 関連作品
- 『太平記』（NHK大河ドラマ、1991年）演：安部徹
- 『北条時宗』（NHK大河ドラマ、2001年）演：江原真二郎